# 口訣

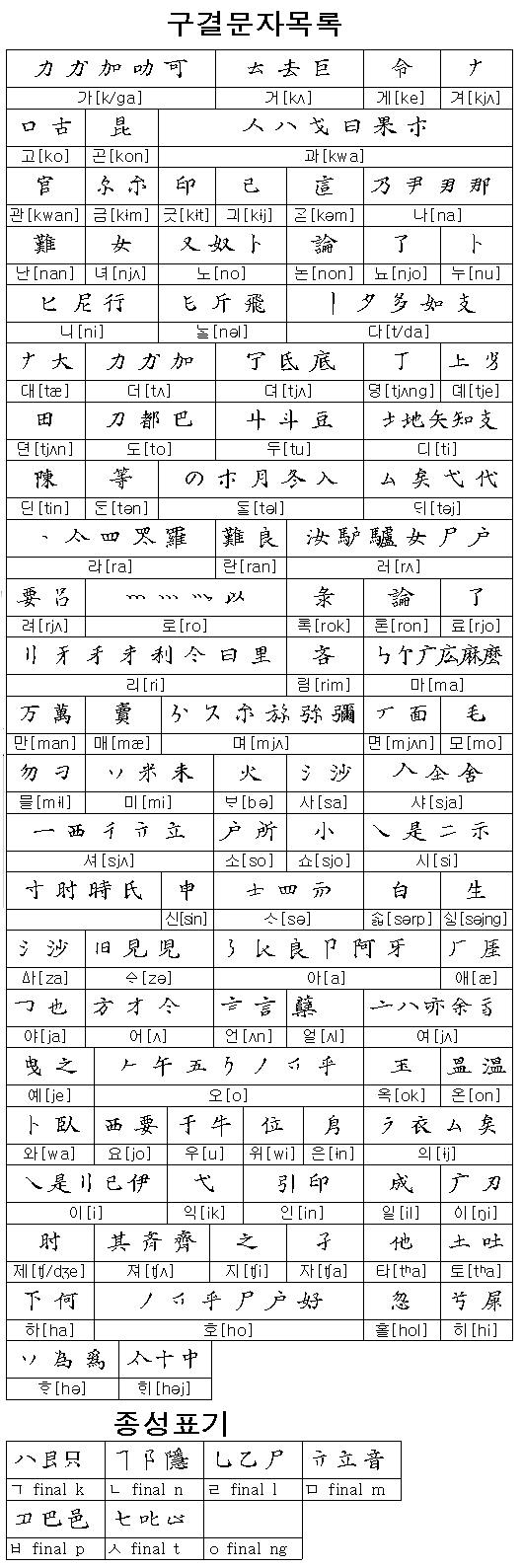
口訣 テーブル

口訣（こうけつ、くけつ、朝: 구결）は、朝鮮語において漢文を読む際に使われる表記体系である。

## 概説
同様に漢字を用いて朝鮮語を表そうとした表記法に吏読（りとう、ハングル：이두 イドゥ）があるが、吏読が朝鮮語を朝鮮語自体の語順で表記する方法であるのに対し、口訣は漢文の間に書き入れて、漢文を朝鮮語式に読むための補助的手段であるという点が異なる。日本の漢文訓読に類似する方法である。
朝鮮語での固有語を漢字で表す（日本での万葉仮名に相当する）郷札と共に発展していった方法と考えられる。
日本語におけるカタカナと同様に漢字やその部首を元にしていて、中にはカタカナと同音同型の字も存在することから両者の関係が学者の注目を浴びている。日本語の送り仮名と同様に漢字の横に小書きにする場合もある。

## 口訣の種類
日本における漢文の読み下し文のように、漢文を朝鮮語の語順にあわせて返り読みする釈読口訣（逆読口訣とも）と、漢文の句の間に活用語尾や助詞にあたる要素を挿入して、漢文の語順通りに読む音読口訣（順読口訣とも）とに分けられる。釈読口訣は高麗時代から朝鮮時代初期にかけての資料が残っているのみであるが、音読口訣はさらに後代まで用いられた。
釈読口訣では、漢字の略字体あるいは画の一部分を省略した符号、すなわち字吐を用いる場合と、角筆によって紙に点あるいは符号を刻み付ける、すなわち点吐を用いる場合とがある。字吐を付した漢文を「懸吐文」という。点吐口訣は近年になって重要な資料が発見され、現在研究が活発に行なわれている。日本のヲコト点との関連が論じられることもある。
音読口訣ではもっぱら字吐が用いられるが、一部の資料においては、漢字の字体を省略しない、本字がそのまま用いられている。
また口訣ではないが、懸吐文の類の別の形式の漢文として、訓民正音（ハングル）の創製後は口訣の字吐の代わりにハングルを使った諺吐も用いられるようになった。

## コンピューターでの表示
字体の類似した漢字があるものは、ユニコード内の文字で代替することができる。ただしそれで字吐の全てを表示することはできない。New Batang（새바탕）やNew Gulim（새굴림）といったいくつかのフォントでは、私用領域（PUA、Private Use Area）の一部にこれらの符号を割り当てている。